# Fårkontrollen
Fårkontrollen är ett samlingsbegrepp för den verksamhet som kontrollerar avelsarbetet för fårbesättningar i Sverige. Verksamheten inleddes under 1950-talet och drivs av Svenska Fåravelsförbundet. Syftet är att göra avelsarbetet så ekonomiskt lönsamt som möjligt och att hålla en så hög kvalitet som det går.

## Indelning
I Fårkontrollen ingår bland annat:
- identitetskontroll
- härstamningskontroll
- produktionskontroll
- fårhälsovård

## Anslutning
Utformningen av Fårkontrollen har varierat genom åren och likaså anslutningen bland fårbesättningar. Siffrorna i tabellen nedan är ungefärliga. Den uppenbara minskningen från 1980-talet och framåt har flera orsaker, bland vilka märks ett minskat antal aktiva jordbruk, men även minskad kunskap om Fårkontrollens betydelse för avelsarbetet.
| Tidpunkt              | Anslutna besättningar | Antal får (i tusental) | Del av den svenska fårstammen |
| --------------------- | --------------------- | ---------------------- | ----------------------------- |
| 1950-talets mitt      | 160                   | 4 600                  | 10 %                          |
| 1970-talets början    | 1 500                 | 55 000                 | 40 %                          |
| 1970-talets mitt/slut | 2 000                 | 70 000                 | 50 %                          |
| 2000-talets början    | >500                  | Ingen uppgift          | >10 %                         |

## Arbetsmoment
Det praktiska arbetet inom fårkontrollen är indelat i fem huvudsakliga moment:
1. vid födseln märks varje lamm med ett identitetsnummer. Märkningen regleras av EU och Jordbruksverket.
2. lammets födelsedatum och härstamning registreras till den organisation som handlägger Fårkontrollen.
3. den miljö i vilken tackorna och lammen föds upp inventeras och registreras för att kunna jämföras med andra områden och uppfödningssätt
4. alla lamm vägs då de är 3-4 månader gamla. Härvid bedöms också deras kvalitet avseende till exempel kroppsbyggnad och pälsens färg, utformning och kvalitet. Viss skillnad i bedömningen gäller för pälsfår respektive köttraser.
5. mönstringsuppgifterna insänds till Fårkontrollen.

## Resultatet av Fårkontrollen
Fårkontrollen har många användningsområden i avelsarbetet:
1. jämförelser mellan uppfödningsmiljöer och avelsresultat
2. korrigeringar av härstamning
3. korrigering av lammvikt
4. jämförelse av lammen, till exempel genom faktorer som relativ lammvikt och pälspoängsumma
5. beräkning av så kallade avelsvärden. Med detta förstås djurens egenskaper och kvalitet samt deras ekonomiska betydelse. Detta mäts bland annat med ett så kallat lammindex.

Med hjälp av de data som Fårkontrollen sedan redovisar kan fårägaren få hjälp att bedöma vilka djur som man skall avla på och vilka djur som skall gallras ut, men även andra förbättringar i avelsarbetet.